# Beach Head 2000
Beach Head 2000 (tạm dịch: Thiện xạ bờ biển 2000) là tựa game bắn súng góc nhìn người thứ nhất do hãng Digital Fusion phát triển. Ban đầu game được hãng WizardWorks phát hành cho Microsoft Windows và MacSoft cho Mac OS dưới dạng một bản phát hành có giá trị. Đây được coi là một phiên bản làm lại không giống hệt của tựa game máy tính Beach Head năm 1983, cũng với nội dung tương tự là người chơi vào vai một xạ thủ phải bảo vệ bờ biển chống lại cuộc tấn công đủ kiểu từ kẻ thù bằng cách sử dụng nhiều loại vũ khí khác nhau. Beach Head 2000 nhận được phần lớn lời đánh giá tiêu cực, với những lời phê bình chủ yếu chỉ trích về tính lặp đi lặp lại trong lối chơi của game. Một phiên bản của trò chơi còn được hãng Tsunami Visual Technologies sản xuất cho hệ máy thùng arcade, chỉ dành cho những buồng mô phỏng chuyển động khác nhau và Digital Fusion tiếp tục bán các phiên bản Windows dưới dạng tải về thông qua trang web của mình.
Digital Fusion còn tạo ra một số phần tiếp theo như Beach Head 2002, Beach Head Desert War và Baghdad Central Desert Gunner. Global VR sẽ tiến hành cấp giấy phép từ Tsunami và sản xuất các phiên bản arcade của ba tựa game đầu tiên trong sê-ri.

## Lối chơi

Người chơi phải bảo vệ các bãi biển từ một loạt các mối đe dọa cả trên bộ lẫn trên không.

Người chơi trong vai một viên xạ thủ duy nhất bảo vệ một bãi biển chống lại quân địch xâm lược bao gồm binh lính, xe tăng, trực thăng và các khí tài quân sự khác. Game cho phép người chơi sử dụng nhiều loại vũ khí gồm một tháp pháo với một khẩu súng máy, lựu pháo và tên lửa hành trình đất đối không. Ngoài ra còn có thêm khẩu súng ngắn dự phòng dùng trong những lúc nguy cấp. Chuột được sử dụng để nhắm bắn. Đạn dược và túi cứu thương bổ sung chỉ xuất hiện nếu người chơi bắn rơi các kiện hàng được thả xuống bằng dù. Màn chơi kết thúc khi người chơi tiêu diệt hết số lượng quân địch, cứ mỗi màn chơi sẽ thay đổi các điểm xuất hiện quân đổ bộ trên bãi biển. Game có số màn chơi vô hạn và cũng không có kết thúc.

## Đón nhận
Trò chơi được phản hồi với đánh giá chủ yếu là tiêu cực với nhiều lời chỉ trích tập trung vào lối chơi. GameSpot cho biết: "trò chơi cứ nhạt dần một cách nhanh chóng, kiểu như loại khỏi vòng chiến hàng loạt quân địch trong từng màn chơi cứ lặp đi lặp lại". Một đánh giá trong Allgame nói rằng "sự hấp dẫn ban đầu của cái nhìn một chiều về Beach Head 2000 biến mất rất nhanh chóng" và so sánh nó không có triển vọng như phiên bản Beach Head đầu tiên. Inside Mac Games nhận xét rằng trò chơi chẳng đáng giá dù giá bán tương đối thấp, thậm chí trong một lựa chọn hạn chế của những game trên Mac OS. Tuy nhiên, IGN đã có một phản ứng tích cực hơn về trò chơi và so sánh nó với tựa game Missile Command và gọi đó là "sự gây nghiện kỳ lạ".